# ويليام ويب (قاضي)
ويليام ويب (بالإنجليزية: William Webb)‏ هو قاضي أسترالي، ولد في 21 يناير 1887 في بريزبان في أستراليا، وتوفي بنفس المكان في 11 أغسطس 1972.